# Élections législatives grecques de 1873
Les élections législatives grecques anticipées du 27 janvier 1873 élurent les membres du parlement grec. L'« Union de l'opposition » arriva en tête mais ne réussit pas à faire tomber le gouvernement d'Epaminóndas Deligeórgis.

## Fonctionnement du scrutin
Conformément à la constitution de 1864, les élections se déroulèrent au suffrage masculin direct et secret. Les hommes de plus de 21 ans et propriétaires étaient électeurs. Les ecclésiastiques, les prévenus en attente de procès, les condamnés et ceux déchus de leurs droits civiques étaient exclus. Cependant, ces restrictions furent difficilement appliquées (nombre de non-propriétaires votaient). Les députés étaient répartis en proportion de la population de la province : un député pour 10 000 habitants ; avec un minimum de 150 députés. La loi du 25 novembre 1862 stipulait de plus que les Grecs « hétérochtones » (vivant hors des frontières du pays, à l'inverse des « autochtones » vivant à l'intérieur) étaient aussi électeurs. Comme ils étaient plus nombreux, leurs élus étaient aussi plus nombreux.
Les députés étaient élus à la majorité absolue, au niveau provincial. Chaque électeur disposait d'autant de votes qu'il y avait de candidats. Les électeurs, la plupart analphabètes, ne votaient pas avec des bulletins, mais avec des boules de plomb. Il y avait autant d'urnes qu'il y avait de candidats. L'électeur glissait la main dans l'urne et plaçait sa boule soit à droite (partie blanche, inscrite « oui »), soit à gauche (partie noire, inscrite « non »). Les urnes étaient en acier recouvert de laine pour éviter qu'un bruit quelconque informe de la façon dont l'électeur avait voté. Le député qui avait obtenu la majorité (en principe), mais proportionnellement le plus de voix (dans la réalité) était élu.

## Résultats
Les partis étaient alors plutôt identifiés par le nom de leur chef de file.
Il y avait 190 sièges à pourvoir. L'« Union de l'opposition » remporta 95 sièges, soit 50 % de l'assemblée ; le « Parti d'Epaminondas Deligeorgis » obtint 85 sièges (44,7 %) et les indépendants représentaient 10 sièges (5,3 %) permettant au Premier ministre Epaminóndas Deligeórgis de se maintenir au pouvoir.
| Union de l'opposition                                       | 95  |
| Parti d'Epameinondas Deligeorgis                            | 85  |
| Indépendants                                                | 10  |
| Total                                                       | 190 |
| Source : Pantelis, Koutsoubinas, Gerapetritis, 2010, p. 854 |     |